# 孙丹丹
孙丹丹（1978年7月3日—），中国吉林省人，女子短道速滑运动员。
孙丹丹出生于长春市，7岁进入体校进行花样滑冰训练，10岁转为速度滑冰，至1991年才转为短道速滑，在冬奥会上共获2银，1995年入选国家队。